# 군산월명중학교
군산월명중학교(群山月明中學校)는 대한민국 전북특별자치도 군산시 소룡동에 있는 공립 중학교이다.

## 학교 연혁
- 1980년 1월 24일 : 군산월명여자중학교 인가(18학급)
- 1980년 3월 5일 : 개교
- 1994년 3월 1일 : 39학급 인가(9학급 증설)
- 2000년 3월 1일 : 군산월명중학교(남녀공학)로 교명 변경
- 2022년 9월 1일 : 제17대 최지윤 교장 취임
- 2024년 2월 8일 : 제42회 졸업식(143명, 총 14,470명)
- 2024년 3월 4일 : 1학년 신입생 5학급 144명 입학

## 참고 자료
- 군산월명중학교 - 한국교육학술정보원 학교알리미